# 9月10日 (旧暦)
旧暦9月10日は旧暦9月の10日目である。六曜は赤口である。

## できごと
- 天武天皇13年（ユリウス暦685年10月13日） - 伊勢神宮が、20年ごとに社殿を新しくする「式年遷宮の制」を定める
- 世宗28年（ユリウス暦1446年10月9日） - 李氏朝鮮国王世宗がハングルの解説本『訓民正音』を頒布（ハングルの日）
- 永禄4年（ユリウス暦1561年10月18日） - 川中島の戦いで一番の激戦（八幡原の戦い）

## 誕生日
- 建久8年（ユリウス暦1197年10月22日） - 順徳天皇、84代天皇（+ 1242年）
- 正徳3年（グレゴリオ暦1713年10月28日） - 有栖川宮職仁親王、有栖川宮第5代当主（+ 1769年）
- 享保10年（グレゴリオ暦1725年10月15日） - 毛利重就、第8代長府藩主・第8代長州藩主（+ 1789年）
- 明治3年（グレゴリオ暦1870年10月4日） - 木村栄、天文学者（+ 1943年）

## 忌日
- 延長元年（ユリウス暦927年10月8日）- 真寂法親王、法親王（* 886年）
- 正平7年/文和元年（ユリウス暦1352年10月18日）- 佐竹貞義、武将（* 1287年）
- 嘉吉元年（ユリウス暦1441年9月25日）- 赤松満祐、室町時代の守護大名（* 1381年?）
- 永禄4年（ユリウス暦1561年10月18日）- 武田信繁、武将（* 1525年）
- 正保2年（グレゴリオ暦1645年10月29日） - 上杉定勝、第2代米沢藩主（* 1604年）
- 宝永元年（グレゴリオ暦1704年10月8日） - 向井去来、俳人・蕉門十哲の一人（* 1651年）
- 正徳4年（グレゴリオ暦1714年10月18日） - 初世竹本義太夫、義太夫節創始（* 1651年）
- 寛政9年（グレゴリオ暦1797年10月29日） - 六郷政林、第6代本荘藩主（* 1737年）